# Shaun Stonerook
Shaun Andrew Stonerook (Columbus, 19 agosto 1977) è un ex cestista statunitense naturalizzato italiano.

## Carriera

### Stati Uniti
Inizia a giocare a basket nella sua città natale, frequenta prima la Westerville North High School dove risulta una delle colonne portanti dei team della Ohio State University (1995-1997) quindi la Ohio University (1997-2000); indossando la maglia dei Bobcats chiude la stagione da senior con 15,7 punti e 11,7 rimbalzi di media, oltre ad ottenere un posto nel quintetto ideale dell'All-Mac per l'annata 1999-2000.

### Belgio
Benché scelto nei draft 2000 delle leghe minori negli Stati Uniti, da CBA (Connecticut n° 56), IBL (Las Vegas n° 45) ed ABA (Tampa Bay n° 28), preferisce tentare l'avventura europea iniziando la stagione 2000-2001 con il Racing Anversa.

In poco tempo diviene una delle stelle del campionato belga (è il miglior rimbalzista con 12 a partita), tanto da essere selezionato per l'All-Star Game con i migliori giocatori stranieri.

Con i belgi è protagonista anche a livello internazionale disputando la Coppa Saporta annoverando 12,7 punti e 11,1 rimbalzi di media.

### Italia

#### Cantù
Nell'estate del 2001 approda nel massimo campionato italiano, chiamato dalla Pallacanestro Cantù, allenata dall'allora emergente Stefano Sacripanti, società alla quale si lega nelle successive quattro stagioni contribuendo in maniera tangibile alle buone annate disputate dal club brianzolo.
In particolare, dal 2001 al 2003, formò con Jerry McCullough (playmaker), Bootsy Thornton (guardia), e Sam Hines (ala piccola) l'ottimo quartetto di americani denominato Fab Four, con cui Cantù raggiunse una semifinale di campionato (2001-2002) e una finale di Coppa Italia (2003).
In biancoblu inoltre Stonerook vince la Supercoppa italiana di pallacanestro maschile 2003 e, nell'annata 2004-05, disputa l'ULEB Cup.

#### Siena
La stagione successiva se ne assicura le prestazioni la società sportiva Mens Sana Basket. Viene confermato anche per l'annata successiva in considerazione del solido apporto garantito alla squadra nel primo anno di militanza senese (7 punti e 7,4 rimbalzi di media). Durante la prima stagione senese è comunque da ricordare una contestazione da parte dei tifosi ai danni suoi e dei compagni Hamilton e Woodward: durante la partita a Udine il Commandos Tigre, principale gruppo ultras della tifoseria senese, contesta la squadra, sulla strada del ritorno pullman della squadra e della tifoseria si incrociano sullo stesso autogrill dove Woodward si rende protagonista di un tentativo di aggressione nei confronti di un giovane tifoso, scatenando la reazione della tifoseria senese. Stonerook e Hamilton prendono le difese del proprio compagno di squadra, ma saranno vittima di una dura contestazione nella successiva partita casalinga. Seguirà una lettera di scuse firmata dai tre americani, che non basterà ad evitare il taglio di Woodward a metà stagione e di un deludente Hamilton a fine stagione; anche la stagione della MPS sarà deludente con la precoce eliminazione dai play-off per mano di Roma.

Il 2006-07, da capitano, vince lo scudetto con la Montepaschi, recuperando anche la fiducia dei supporters, di cui oggi è uno degli idoli.

Nella stagione 2007-08 insieme alla Montepaschi vince la Supercoppa italiana contro la Benetton, conquista il terzo posto alla Final Four di Madrid e il suo secondo scudetto personale, il terzo per la Montepaschi. Nella stagione successiva la compagine mensanina realizza in campionato un percorso fatto di 43 vittorie su 44 gare disputate che la portano a centrare lo slam italiano con la vittoria della Supercoppa 2008 contro l'Air Avellino, la Coppa Italia contro la Virtus Bologna (MVP della Final Eight) ed il quarto tricolore battendo in finale l'Armani Jeans Milano.

Nel 2009-10 conquista la sua seconda Coppa Italia (seconda anche nella storia del club), durante la quale riceve il premio di MVP della finale per il secondo anno consecutivo.
Il punteggio più alto nel campionato italiano è stato di 27 punti con la maglia di Cantù contro Udine realizzato il 6 aprile 2003, mentre in Eurolega ha realizzato 18 punti con la maglia del Montepaschi Siena contro Cibona Zagabria il 28 gennaio 2009.
Nella stagione 2009-10 disputa 38 gare di campionato con la Mens Sana e realizza 6,4 punti e 5,4 rimbalzi contribuendo così alla vittoria di Campionato, Coppa Italia e Supercoppa.

Nel 2010-11 Siena si ripete aggiudicandosi non solo i tre trofei nazionali, ma anche l'accesso alle Final Four di Eurolega. Chiude la stagione con una media per partita di 5,1 punti e 3 palle rubate in campionato e 4,2 punti in Eurolega.
Alla prima uscita della stagione 2011-12 Stonerook si presenta al pubblico senese con un bastone da passeggio per evidenziare loro la sua età sportiva avanzata e sottolineare i vari problemi fisici che lo affliggono. I numeri di questa stagione sono 5 punti e 4,2 rimbalzi per partita in campionato e 3,3 punti con 3,7 rimbalzi in Eurolega.
Il 14 agosto successivo, tramite il suo account Twitter, comunica il ritiro dall'attività agonistica.

### Nazionale
Divenuto cittadino italiano per matrimonio e non avendo mai ottenuto presenze nella nazionale statunitense, diventa idoneo per quella italiana, dalla quale viene chiamato in vista delle qualificazioni all'Europeo 2009, convocazione che rifiuta per motivi fisici.

## Palmarès

### Squadra
- Campionato italiano: 5

Mens Sana Siena: 2006-07, 2007-08, 2008-09, 2009-10, 2010-11
- Campionato italiano: 1 (revocato)

Mens Sana Siena: 2011-12
- Coppa Italia: 3

Mens Sana Siena: 2009, 2010, 2011
- Coppa Italia: 1 (revocato)

Mens Sana Siena: 2012
- Supercoppa italiana: 6

Pallacanestro Cantù: 2003
Mens Sana Siena: 2007, 2008, 2009, 2010, 2011

### Individuale
- MVP Supercoppa italiana: 1

Mens Sana Siena: 2007
- MVP Coppa Italia Serie A: 2

Mens Sana Siena: 2009, 2010